# Euphorbia oblongifolia
Euphorbia oblongifolia — вид трав'янистих рослин з родини молочайні (Euphorbiaceae), поширений у Молдові, Україні, пд.-зх. Росії, Туреччині, на Кавказі (Азербайджан, Вірменія, Грузія), в Ірані.

## Опис
Багаторічна трав'яниста рослина, З0–70 см заввишки. Середні листки на черешках 2–5 мм довжиною, листова пластинка з округлою, усіченою або серцеподібною основою. Верхні присуцвітні листки зрощені. Циації зібрані у верхівкове волотисто-китицеподібне суцвіття. Нектарники півмісяцеві, витягнуті в довгі вузькі ріжки. Цвітіння: липень-серпень.

## Поширення
Поширений у Молдові, Україні, пд.-зх. Росії, Туреччині, на Кавказі (Азербайджан, Вірменія, Грузія), в Ірані.